# Большая Нясьма
Большая Нясьма — река в России, протекает по Свердловской области. Устье реки находится в 171 км от устья по правому берегу реки Ляля, в посёлке Старая Ляля. Длина реки составляет 92 км.

## Притоки
- 29 км: Вогулка (пр)
- 37 км: Малая Нясьма (лв)
- 54 км: Листвянка (пр)

## Данные водного реестра
По данным государственного водного реестра России относится к Иртышскому бассейновому округу, водохозяйственный участок реки — Тавда от истока и до устья, без реки Сосьва от истока до водомерного поста у деревни Морозково, речной подбассейн реки — Тобол. Речной бассейн реки — Иртыш.
Код объекта в государственном водном реестре — 14010502512111200010829.